# Дуб (Замойський повіт)
Дуб (пол. Dub) — село в Польщі, у гміні Комарув-Осада Замойського повіту Люблінського воєводства. Населення — 346 осіб (2011).

## Історія
1430 року вперше згадується православна церква в селі.
У часи входження до складу Російської імперії належало до Томашівського повіту Люблінської губернії.
За даними етнографічної експедиції 1869—1870 років під керівництвом Павла Чубинського, у селі переважно проживали римо-католики, але населення здебільшого розмовляло українською мовою.
У 1929 році польська влада в рамках великої акції руйнування українських храмів на Холмщині і Підляшші знищила місцеву православну церкву.

## Населення
Демографічна структура станом на 31 березня 2011 року:
|          | Загалом | Допрацездатний вік | Працездатний вік | Постпрацездатний вік |
| -------- | ------- | ------------------ | ---------------- | -------------------- |
| Чоловіки | 188     | 42                 | 118              | 28                   |
| Жінки    | 158     | 35                 | 76               | 47                   |
| Разом    | 346     | 77                 | 194              | 75                   |

## Особистості

### Народилися
- Володимир Косоноцький (1886—1942) — український церковний та громадсько-політичний діяч.